# Paul Fidrmuc
Paul Georg Fidrmuc (* 28. Juni 1898 in Jägerndorf; † 20. Oktober 1958 in Barcelona) war ein deutscher Journalist und Spion mit dem Decknamen „Ostro“.

## Leben
Paul Fidrmuc wurde in der k. u. k. Monarchie geboren und geriet zu Ende des Ersten Weltkriegs in italienische Kriegsgefangenschaft, aus der er nach kurzer Zeit flüchtete. In seiner nun tschechischen Heimat beteiligte er sich am deutschen Widerstand, wurde verhaftet und zu einer langjährigen Zuchthausstrafe verurteilt, aus der er ebenfalls flüchten konnte.
1920 begann Fidrmuc in Wien ein Studium der Philologie, das er jedoch abbrechen musste, als seine Familie durch die Inflation in Österreich ihr Vermögen verlor. Fidrmuc ging nach Lübeck und betätigte sich im Metallexport-Sektor.
Fidrmuc trat dem Lübecker Ruder-Klub bei und wurde 1922 in Trier mit dem Ruder-Achter Deutscher Meister. Mitte der 1920er Jahre wurde Fidrmuc auch journalistisch tätig und schrieb u. a. für britische und amerikanische Fachblätter.
1935 wurde Fidrmuc von der Gestapo unter dem Verdacht verhaftet, er sei tschechischer Agent. Etwa seit dieser Zeit begann Fidrmuc für die Deutsche Abwehr zu arbeiten. Nach eigenen Angaben war er vor dem Anschluss Österreichs in Wien tätig, versorgte Canaris vor dem Überfall auf Polen mit den Aufmarschplänen des polnischen Generalstabs und beschaffte vor der Besetzung des Balkans die Produktionspläne der Ölraffinerien von Ploiești.
Im Mai 1939 wurde Fidrmuc Mitglied der NSDAP.
Vor der Besetzung Dänemarks ging Fidrmuc mit seiner dänischen Ehefrau nach Kopenhagen. Hier wurden beide im November 1939 verhaftet, kamen jedoch im Austausch mit skandinavischen Spionen wieder frei.
1940 ging Fidrmuc mit seiner Frau nach Lissabon und soll dort eine Vereinigung aus Gleichgesinnten (den sog. „Ostro-Ring“) zur Spionage gegen England und die USA aufgebaut haben. Anwerbungsversuche der Briten lehnte er ab. Daraufhin versuchten die Briten ihn auszuschalten, was jedoch misslang.
Am 3. Juni 1944 sagte er die Landung der alliierten Truppen in der Normandie richtig voraus. Seine Nachricht an die deutsche Geheimdienstzentrale in Berlin lautete wie folgt: „Der Plan um La Manche wird favorisiert. Er beinhaltet eine Luft- und eine Wasser-Operation gegen die Kanalinseln, Landungen östlich und westlich des La Manche Departments voraussichtlich bei Isigny.“ Ungefähr so geschah es am 6. Juni 1944, am sogenannten D-Day. Aufgrund diverser Falschmeldungen von ihm beachtete die Führung seine Warnung nicht weiter.
Mitte März 1945 ging Fidrmuc nach Spanien, wurde aber 1946 nach Deutschland abgeschoben. Hier verhörten ihn die Amerikaner und stuften ihn als „one of the most successful and potentially dangerous German agents of the war“ ein. Ein Auslieferungsantrag der Tschechoslowakei wurde abgelehnt und Fidrmuc kam wieder frei.
Er ging zurück nach Barcelona, schrieb Kriminal- und Agentenromane und begann auch wieder journalistisch zu arbeiten. Er schrieb für die Rhein-Neckar-Zeitung, Die Zeit und ab 1950 für den Spiegel. Im Alter von 60 Jahren starb Fidrmuc an Knochenkrebs.
Nach Graham Greenes Biografen Norman Sherry war Fidrmuc das Vorbild für die literarische Figur James Wormold im Roman „Unser Mann in Havanna“.